# Romanówka (powiat tomaszowski)
Romanówka – wieś w Polsce położona w województwie lubelskim, w powiecie tomaszowskim, w gminie Krynice.
W latach 1975–1998 miejscowość należała administracyjnie do województwa zamojskiego.
Wieś jest sołectwem w gminie Krynice. Według Narodowego Spisu Powszechnego z roku 2011 wieś liczyła 89 mieszkańców.
Wierni Kościoła rzymskokatolickiego należą do parafii św. Stanisława w Krynicach.